# Sjöbo marknad
Sjöbo marknad i Sjöbo är ett årligt marknadsarrangemang med många besökare. 1864 fick Sjöbo tillstånd att arrangera marknad. Sjöbo marknad var en av de sista hästmarknader som hölls i Sverige. Försäljningen av hästar upphörde år 2000. Marknaden hålls den tredje fredagen i juli månad med förmarknad på torsdagen före. 2019 hålls alltså marknaden fredagen den 19 juli.